# Yangwang U8
Der Yangwang U8 ist ein geländegängiges SUV des chinesischen Herstellers BYD unter seiner Luxus-Marke Yangwang. Er ist bis zu 30 Minuten schwimmfähig. Im Oktober 2023 wurden in China die ersten Fahrzeuge ausgeliefert. Das SUV verkaufte sich in China schon im Vorverkauf mit 4000 Bestellungen sehr gut; 2024 wurden dort dann 7366 Fahrzeuge verkauft.
Erste Bilder der Langversion Yangwang U8L wurden im April 2025 veröffentlicht. Noch im gleichen Monat wurde diese Variante auf der Shanghai Auto Show vorgestellt.

## Technik
Der 5,32 m lange und 1,93 m hohe Yangwang U8 basiert auf der e4-Plattform wie die übrigen Modelle der Marke. Sein Kofferraum fasst ohne Umklappen der Rückbank 1031 Liter. Seine Karosserie sitzt auf einem Leiterrahmen, hat 22-Zoll-Räder und ein Reserverad außen am Heck; sie ist gegen Wasser abgedichtet, so dass das Fahrzeug schwimmfähig ist. Die zulässige Gesamtmasse von 3460 kg liegt gerade unter der europäischen Grenze von 3,5 t beim Führerschein der Klasse B. Die Langversion U8L ist 8 cm länger, hat jedoch einen um 20 cm längeren Radstand. Sie verzichtet auf das Reserverad am Heck.
Der U8 hat je einen Elektromotor pro Rad mit jeweils 320 Nm Drehmoment, so dass zusammen ein Höchstdrehmoment von 1280 Nm möglich ist. Da im Wasser die vier Räder lediglich eine Geschwindigkeit bis zu 3 km/h ermöglichen, ist die Schwimmfunktion nur für Notfälle gedacht. Auf der Straße werden aus dem Stand 100 km/h in 3,6 Sekunden erreicht. Die Höchstgeschwindigkeit beträgt 200 km/h (abgeregelt). Mit dem 49-kWh-LFP-Akku soll eine Reichweite von etwa 180 km möglich sein. Des Weiteren hat der U8 einen 2,0-Liter-Ottomotor als Reichweitenverlängerer. Sein Benzintank fasst 75 Liter. Durch die vier Elektromotoren kann sich der U8 auf der Stelle drehen („Tank Turn“/ Panzerdrehung): sie drehen sich dann je Seite in dieselbe Richtung.
Der U8 hat über der Frontscheibe drei Lidar- und außerdem fünf Millimeterwellen-Radare sowie 14 Ultraschallsensoren (samt zwei Wassererkennungssensoren) und 16 Kameras.
Der mittlere OLED-Touchscreen des Armaturenbretts hat eine 2k-Auflösung, die Bildschirme für Fahrer und Beifahrer sind 23,6 Zoll groß. Der Innenraum hat ein Temperierfach (warm und kalt) und ist mit Leder ausgekleidet. Das Dynaudio-Soundsystem arbeitet mit 22 Lautsprechern.

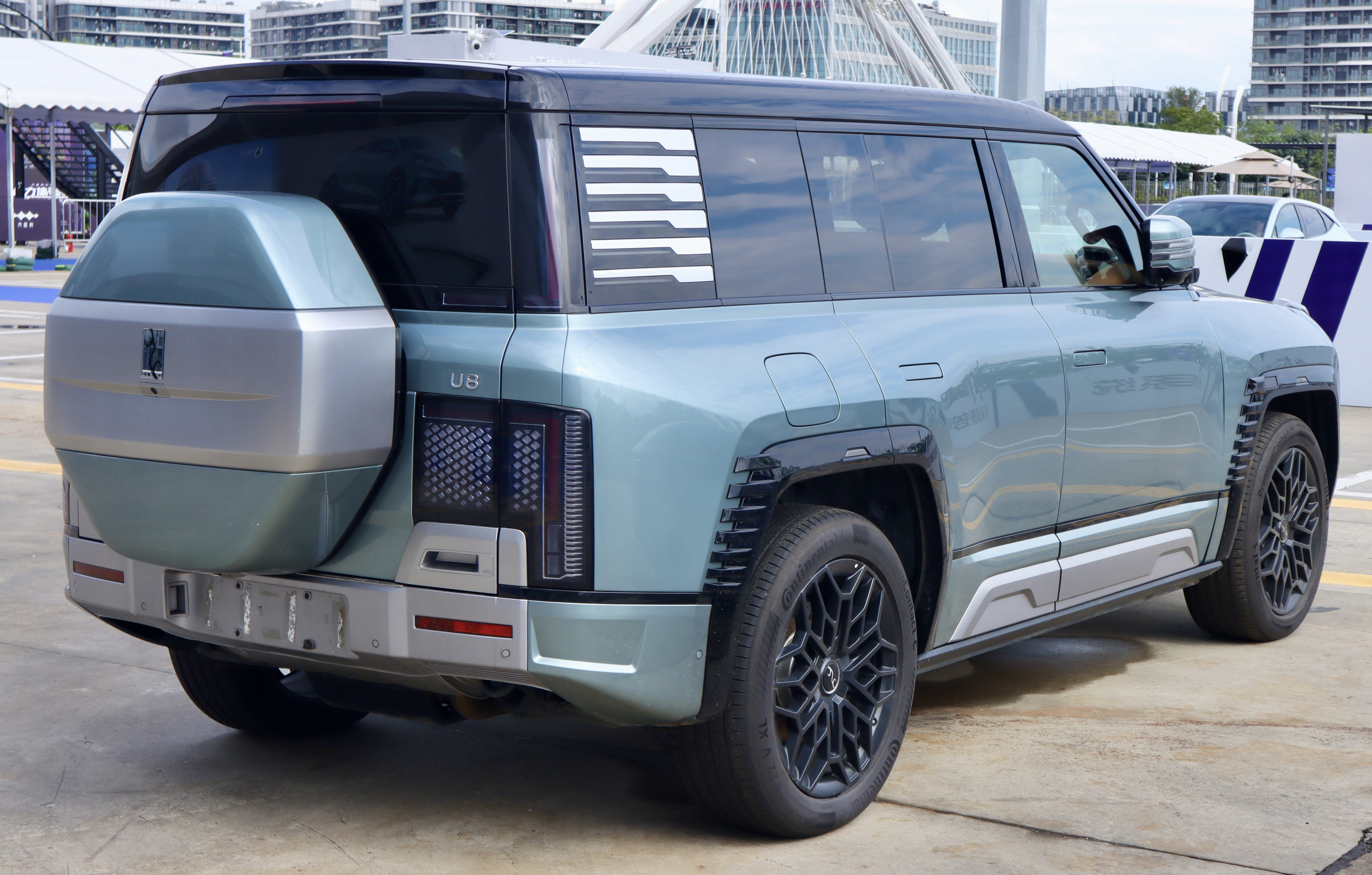
Heckseitenansicht
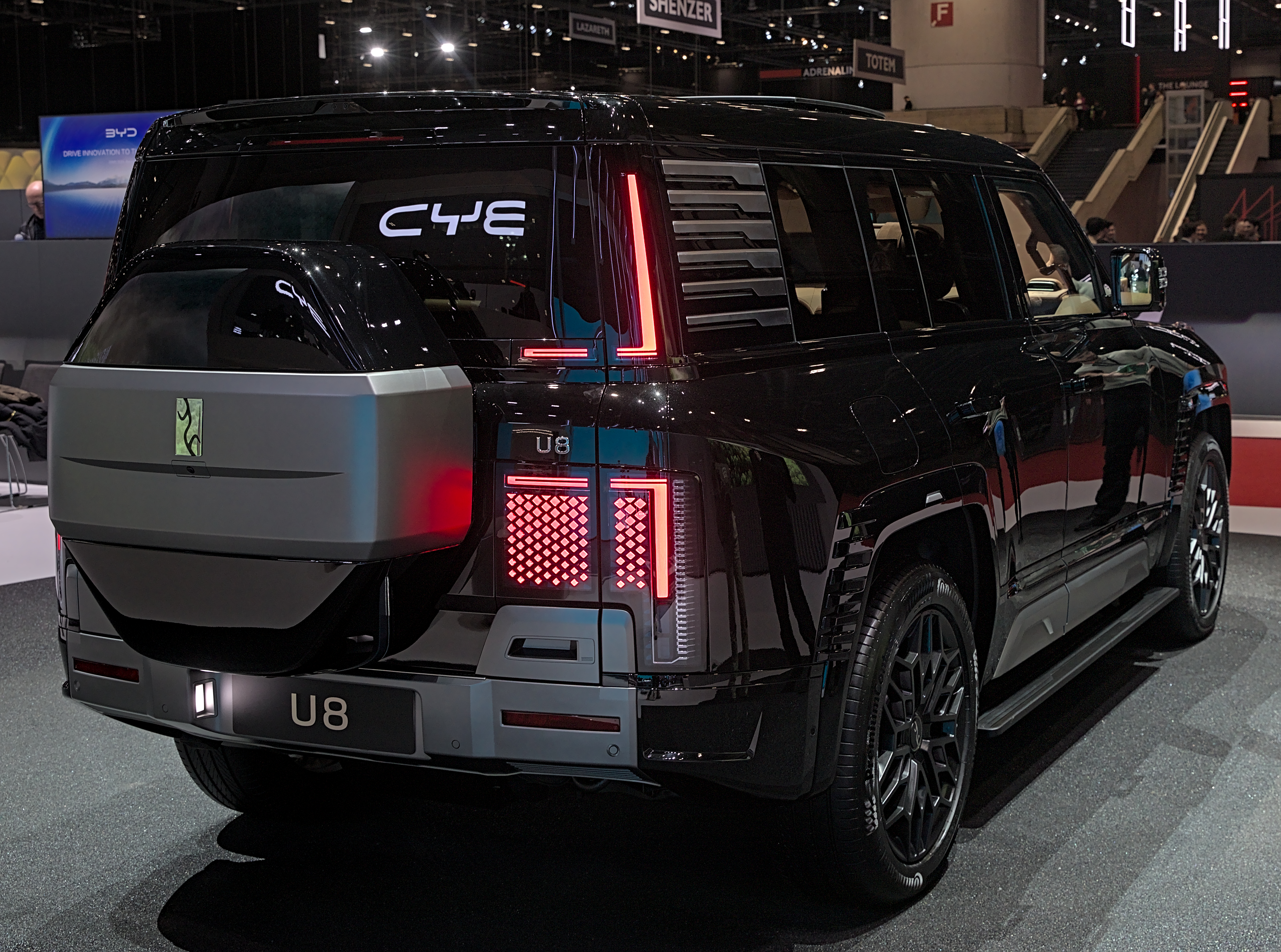
Lichtsignatur
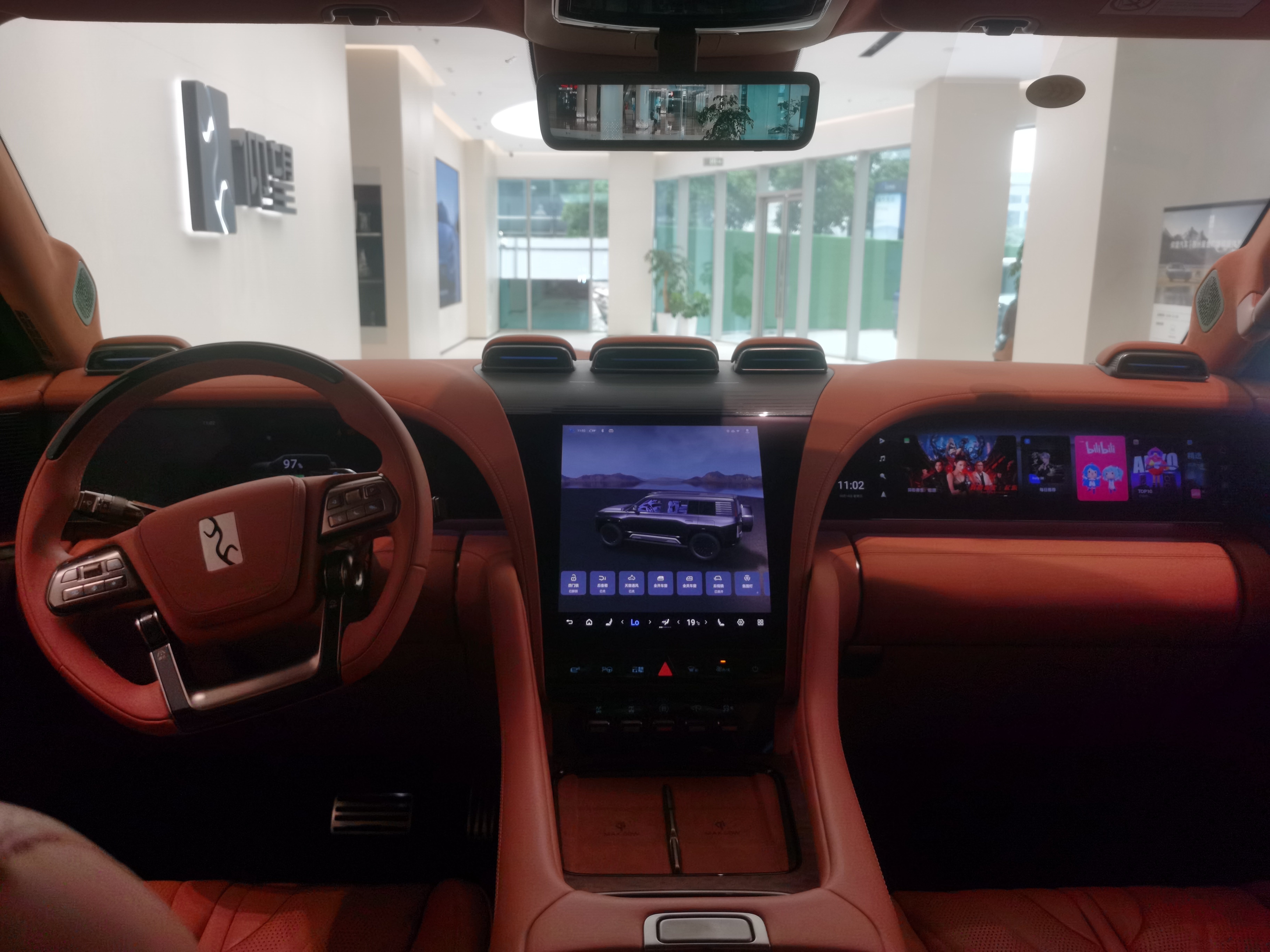
Armaturenbrett
Drehung um die Hochachse
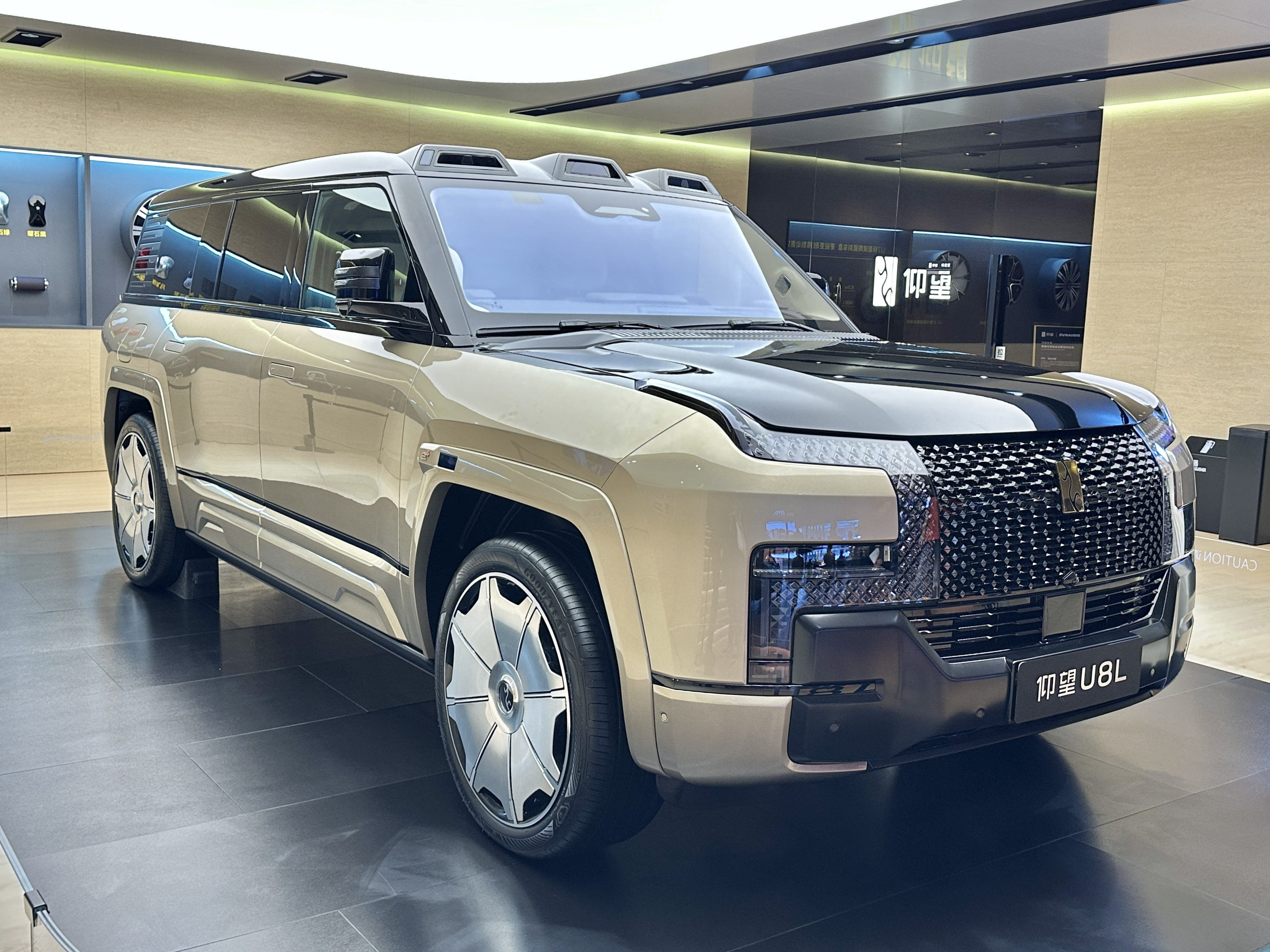
Yangwang U8L (ab 2025)
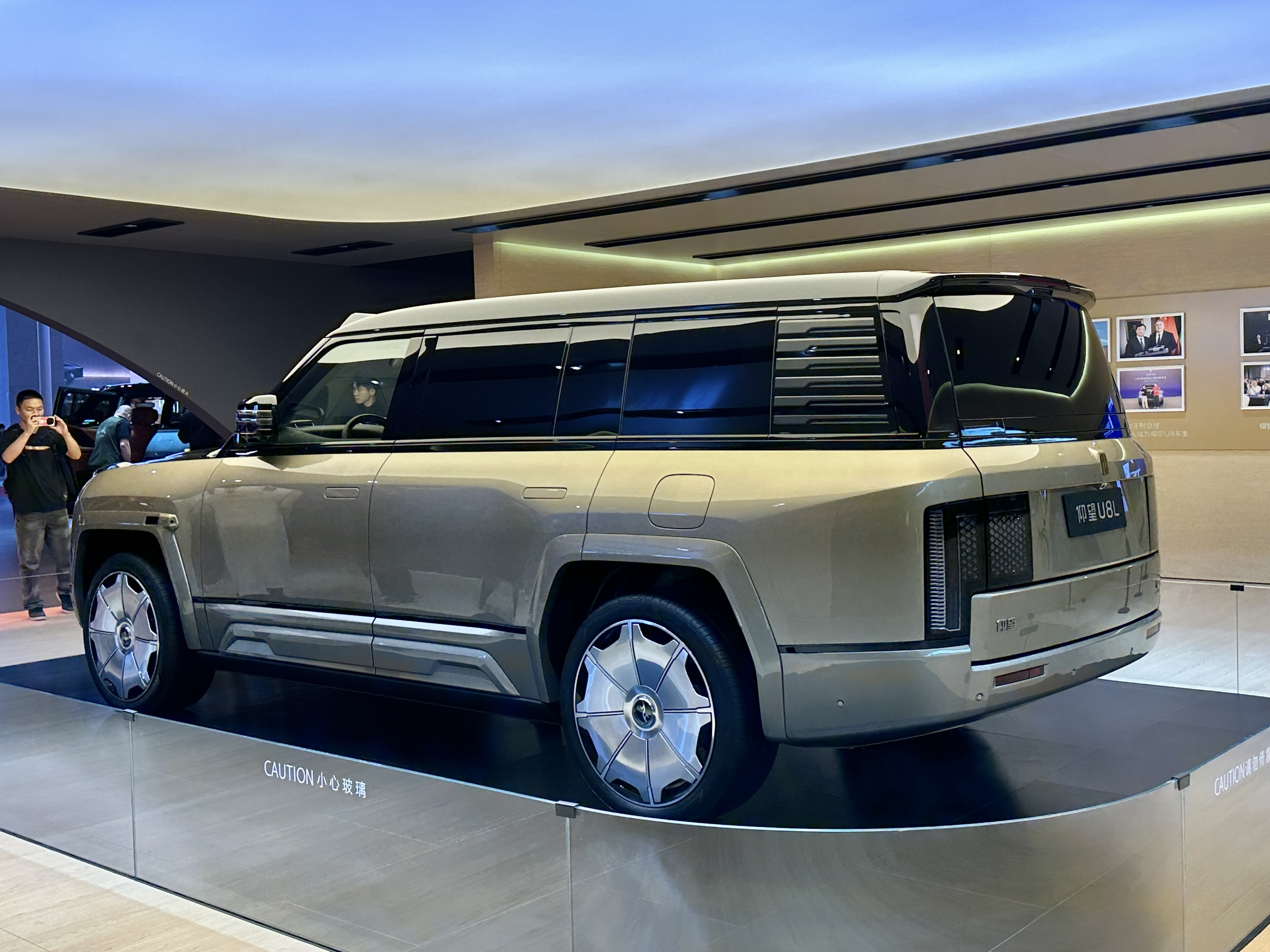
Heckseitenansicht